# Liste der Länderspiele der jugoslawischen Frauen-Feldhandballnationalmannschaft
Diese Liste enthält Feldhandballspiele der jugoslawischen Feldhandballnationalmannschaft der Frauen.

## Legende
Dieser Abschnitt dient als Legende für die nachfolgenden Tabellen.
- A = Auswärtsspiel
- H = Heimspiel
- * = Spiel an neutralem Ort
- WM = Weltmeisterschaft
- rote Hintergrundfarbe = Niederlage der jugoslawischen Mannschaft
- grüne Hintergrundfarbe = Sieg der jugoslawischen Mannschaft
- gelbe Hintergrundfarbe = Unentschieden

## Liste der Spiele
| Nr. | Datum         | Ergebnis    | Gegner         |   | Austragungsort | Anlass              | Zuschauer | Bemerkungen                 |
| --- | ------------- | ----------- | -------------- | - | -------------- | ------------------- | --------- | --------------------------- |
| 01  | 10. Juni 1951 | 01:06 (1:3) | Österreich     | H | Ljubljana      |                     | 10 000    | 1. Spiel; Nach AZ in HZ 0:0 |
| 02  | 23. Mai 1953  | 04:07 (2:5) | Österreich     | A | Graz           |                     | 04 000    |                             |
| 03  | 20. Juni 1954 | 03:08 (2:6) | Österreich     | H | Novi Sad       |                     | 03 000    |                             |
| 04  | 2. Okt. 1955  | 01:10 (1:5) | BR Deutschland | H | Zagreb         |                     | 03 000    |                             |
| 05  | 20. Mai 1956  | 07:06 (5:5) | Niederlande    | H | Groningen      | WM-Qualifikation    | 04 000    | 1. Sieg                     |
| 06  | 1. Juli 1956  | 02:05 (1:3) | BR Deutschland | A | Karlsruhe      | WM-Hauptrunde       | 10 000    |                             |
| 07  | 3. Juli 1956  | 04:05 (3:2) | Ungarn         | * | Bad Homburg    | WM-Hauptrunde       | 08 000    | [ 3 ]                       |
| 08  | 7. Juli 1956  | 10:03 (4:3) | Frankreich     | * | Darmstadt      | WM-Spiel um Platz 5 | 04 000    |                             |

- Alle WM-Spiele: [4]
- Spiele außer WM-Spiele:[5]

## Statistik
| Land        | Sp. | S | U | N | Tore  | Diff. |
| ----------- | --- | - | - | - | ----- | ----- |
| Deutschland | 2   | 0 | 0 | 2 | 03:15 | −12   |
| Frankreich  | 1   | 1 | 0 | 0 | 10:03 | +07   |
| Niederlande | 1   | 1 | 0 | 0 | 07:06 | +01   |
| Österreich  | 3   | 0 | 0 | 3 | 08:21 | −13   |
| Ungarn      | 1   | 0 | 0 | 1 | 04:05 | −01   |
| Gesamt      | 8   | 2 | 0 | 6 | 32:50 | −18   |